# Deverticulum
Een deverticulum (meervoud deverticula), was een secundaire weg in het Romeinse Rijk die een verbinding maakte tussen twee kleinere plaatsen of twee heirbanen.
Het Romeinse wegennet bestond uit een stelsel van primaire en secundaire wegen geschikt voor transport met wagens en dieren en voor verplaatsing te voet. De primaire wegen noemt men in het Nederlands heirbanen en in het Latijn viae. De secundaire wegen zijn dus de deverticula.